# 第10軍団 (ウクライナ陸軍)
第10軍団（だい10ぐんだん、ウクライナ語: 10-й армійський корпус、略称：10АК）は、ウクライナ陸軍の軍団の一つ。ポルタヴァ州ポルタヴァに司令部を置く。

## 概要
第10軍団は第9戦略予備軍団とともに北大西洋条約機構（英語: North Atlantic Treaty Organization、略称：NATO）の支援を受けて新編された軍団で、2023年4月のアメリカ国防総省機密文書流出事件でその存在が明らかになった。兵力は2万から3万名で、200両以上の戦車、約700両の歩兵戦闘車および装甲兵員輸送車を有すると推定される。

## 編制
2025年時点の編制は以下のとおりとなる。
- 第10軍団本部
  -  第5独立重機械化旅団
  -  第33独立機械化旅団
  -  第115独立機械化旅団
  -  第116独立機械化旅団
  -  第117独立重機械化旅団
  -  第118独立機械化旅団
  -  第48独立砲兵旅団
  -  第12独立戦車大隊
  -  第151独立偵察攻撃大隊
  -  第94独立工兵大隊
  -  第229独立兵站大隊
  -  第582独立保安支援大隊
  -  第82独立管理大隊